# رودريغو دي باستيداس
رودريغو دي باستيداس (بالإسبانية: Rodrigo de Bastidas)‏ وهو كونكيستدور ومسكتشف إسباني وراسم خرائط الساحل الشمالي لأمريكا الجنوبية، ولد في بلدة تريانا التي تقع قرب إشبيلية في سنة 1460م، تمكن هذا الرحالة من اكتشاف بنما وقام ببناء مدينة سانتا مارتا، قتل رودريغو دي باستيداس في 8 يوليو 1527 حيث تلقى طعنات وهو نائم.